# Carolino Anaya Uno
Carolino Anaya Uno är en ort i Mexiko.   Den ligger i kommunen Uxpanapa och delstaten Veracruz, i den sydöstra delen av landet, 500 km sydost om huvudstaden Mexico City. Carolino Anaya Uno ligger 103 meter över havet och antalet invånare är 484.
Terrängen runt Carolino Anaya Uno är huvudsakligen platt, men åt sydost är den kuperad.  Trakten runt Carolino Anaya Uno är nära nog obefolkad, med mindre än två invånare per kvadratkilometer. Närmaste större samhälle är Poblado Cinco, 19,6 km öster om Carolino Anaya Uno. I omgivningarna runt Carolino Anaya Uno växer i huvudsak städsegrön lövskog.